# 氣旋特雷佛
強烈熱帶氣旋特雷佛（英語：Severe Tropical Cyclone Trevor）是2018－2019年澳洲地區熱帶氣旋季的第7場風暴、第4場熱帶氣旋。

## 氣象歷史
原為位於巴布亞新幾內亞附近海面上之熱帶擾動92P，澳大利亞國家氣象局先於3月13日將其升格為热带低压，並預測期將於巴布亞新幾內亞氣象局之管轄範圍內發展為熱帶氣旋。聯合颱風警報中心也於15日上午9時半對其發布熱帶氣旋形成警報。該系統於不久後以热带低压強度登陸巴布亞半島，離開巴布亞新幾內亞氣象局之管轄範圍並進入澳大利亞國家氣象局之管轄範圍。澳大利亞國家氣象局於17日上午9時對其發布首次報告，預測其最快於18日發展為熱帶氣旋。
18日凌晨2時，聯合颱風警報中心將其升格為熱帶風暴，給予熱帶氣旋編號20P，澳大利亞國家氣象局也同時將其升格為一級熱帶氣旋，命名為特雷佛(Trevor)。同日下午3時，澳大利亞國家氣象局將其升格為二級熱帶氣旋，並報告其已開始快速增強。
19日凌晨2時，澳大利亞國家氣象局和聯合颱風警報中心將其升格為三級强热带气旋和二級熱帶氣旋。同日下午2時，聯合颱風警報中心將其升格為三級熱帶氣旋。下午3時，特雷佛登陸約克角半島北部。晚上8時，聯合颱風警報中心將其降格為二級熱帶氣旋。
20日凌晨2時，澳大利亞國家氣象局將其降格為二級熱帶氣旋。不久後，澳大利亞國家氣象局將其降格為一級熱帶氣旋。上午8時，聯合颱風警報中心將其降格為一級熱帶氣旋。下午2時，聯合颱風警報中心將其降格為熱帶風暴。
隔日上午6時半，特雷佛進入卡奔塔利亞灣。下午2時，澳大利亞國家氣象局再度將其升格為二級熱帶氣旋。22日上午6時，澳大利亞國家氣象局再度將其升格為三級强熱帶氣旋。聯合颱風警報中心也於上午8時將其升格為一級熱帶氣旋，並於下午2時將其升格為二級熱帶氣旋。晚間11時，澳大利亞國家氣象局將其升格為四級强热带气旋。
23日凌晨2時，聯合颱風警報中心將其升格為三級熱帶氣旋。上午8時，聯合颱風警報中心對其發佈最後警報。不久後，特雷佛再次登陸北領地西北部。上午11時，澳大利亞國家氣象局將其降格為三級强熱帶氣旋。下午6時半，澳大利亞國家氣象局將其降格為二級熱帶氣旋。晚上8時，澳大利亞國家氣象局將其降格為一級熱帶氣旋。
24日凌晨2時，澳大利亞國家氣象局將其降格為殘留低氣壓。

## 影響

### 新幾內亞
特雷弗在古迪納夫島造成至少591間住宅部分損毀，463間住宅完全損毀。另外一間小學被強風摧毀，迫使學校停課數週。Yauyaula一家診所的員工宿舍被摧毀。Kilia Ward的一座教堂被強風摧毀。

### 澳洲
隨著風暴在約克角半島登陸，整個科恩鎮都停電，而附近的奧魯昆則報告了孤立的停電情況。鐵嶺國家公園受到風暴的廣泛破壞，許多樹木被夷為平地。

## 外部連結
- Australian Bureau of Meteorology （页面存档备份，存于）